# کلیتون (آیداهو)
کلیتون (به انگلیسی: Clayton) شهری در شهرستان کاستر ایالت آیداهو است که جمعیت آن در سرشماری سال ۲۰۱۰ میلادی ۷ نفر بوده است.